# Science Moms
Science Moms ist ein US-amerikanischer Dokumentarfilm aus dem Jahr 2017 über Mütter, die sich für eine wissenschaftsbasierte Entscheidungsfindung in Fragen der Gesundheit und Ernährung von Kindern einsetzen. Der Film behandelt die Themen Impfen, Autismus, von Prominenten propagierte Gesundheits-Hypes, Krebs, Allergien, Bio-Lebensmittel, GVO, Homöopathie und den Fehlschluss, natürlich wäre immer gut.
Ursprünglich nur als kostenpflichtiger Download auf der Science-Moms-Website verfügbar, wurde der Film im Mai 2018 auf dem Science-Moms-YouTube-Kanal kostenfrei zugänglich gemacht.

## Idee und Produktion
2015 verfasste eine Gruppe von Bloggerinnen einen offenen Brief an verschiedene prominente Mütter, darunter Sarah Michelle Gellar und Gwyneth Paltrow, in welchem sie deren GVO-feindliche Haltung kritisierten und ihnen Sicherheit und Vorteile von transgenen Nutzpflanzen erklärten. Darin schrieben sie:

„Bitte benutzen Sie nicht die Mutterschaft und Ihren Prominentenstatus, um sich nützlichen Technologien wie der Gentechnik entgegenzustellen. Einige Prominente haben tausende von Eltern glauben gemacht, Impfungen seien schädlich, und wir sehen, dass sich dieses Muster der Fehlinformationen hier wiederholt. Wenn genmodifizierte Pflanzen stigmatisiert werden, können Bauern und Verbrauchern die Vorteile dringend nötiger Verbesserungen, wie Pflanzen mit erhöhtem Nährwert oder Pflanzen, die sich veränderten Umweltbedingungen anpassen können, nicht zugute kommen.“

Der Brief erregte die Aufmerksamkeit von Natalie Newell: „Ich war sehr beeindruckt, diese Gruppe von intelligenten, glaubwürdigen und vernünftigen Müttern zu sehen, die sich für die Wissenschaft einsetzen und gegen eine Kultur der Angst, von der die Welt der Kindererziehung angesteckt zu sein scheint.“ Newell kontaktierte eine der Verfasserinnen des Briefes, Jenny Splitter, um die Möglichkeit eines kurzen Dokumentarfilms über wissenschaftsbasierte Kindererziehung zu besprechen. Nach Gesprächen mit Splitter und anderen begann Newell den Film gemeinsam mit ihrem Co-Produzenten Stephen Hupp, einem Psychologie-Professor an der Southern Illinois University Edwardsville, zu produzieren. Newell übernahm auch die Regie des Dokumentarfilms.

## Beschreibung
Im Film erscheinen die Autorin Jenny Splitter, die Neurobiologin Alison Bernstein, die Pflanzengenetikerin Anastasia Bodnar, die Molekulargenetikerin Layla Katiraee und die Wissenschaftskommunikatorin Kavin Senapathy. Wie das Center for Inquiry berichtete, „bekommen wir durch die Interviews mit den fünf … Müttern mit Karrieren in der Wissenschaft sowohl eine Idee, womit moderne Eltern klarkommen müssen, als auch Einsichten in einige der heikleren Fragen um Ernährung und Gesundheit.“
Kavin Senapathy, eine der Protagonistinnen des Films, sieht Science Moms als Erwiderung auf die weit verbreiteten Fehlinformationen der Impfgegner- und Anti-Gentechnik-Propaganda, die sich auf die Kindererziehung auswirken. In einem Interview mit Susan Gerbic vom Center for Inquiry sagte Senapathy, dass die Elternschaft für viele Mütter einen Großteil ihrer Identität ausmacht. Daher sei es „einfach für die Anbieter von Fehlinformationen, sie auszunutzen.“
In ihrem Buch Whitewash: The Story of a Weed Killer, Cancer, and the Corruption of Science wirft Carey Gillam den Mitgliedern des Science-Moms-Teams vor, Verbindungen zu Monsanto zu haben, da sie „auf einer Reihe von Websites positive Informationen zur Industrie veröffentlichen und sich gleichzeitig unabhängig geben.“ In einem Interview des Podcasts Serious Inquiries Only vom 10. Dezember 2017 spekuliert Natalie Newell, wie Gillam auf diese Idee kam, und vermutet, dass das auf eine mittels des Freedom-of-Information-Acts veröffentlichte E-Mail des Biologen Kevin Folta zurückgeht, in der Folta schrieb: „Mütter sind Menschen, mit denen man über so etwas reden sollte.“

## Veröffentlichung

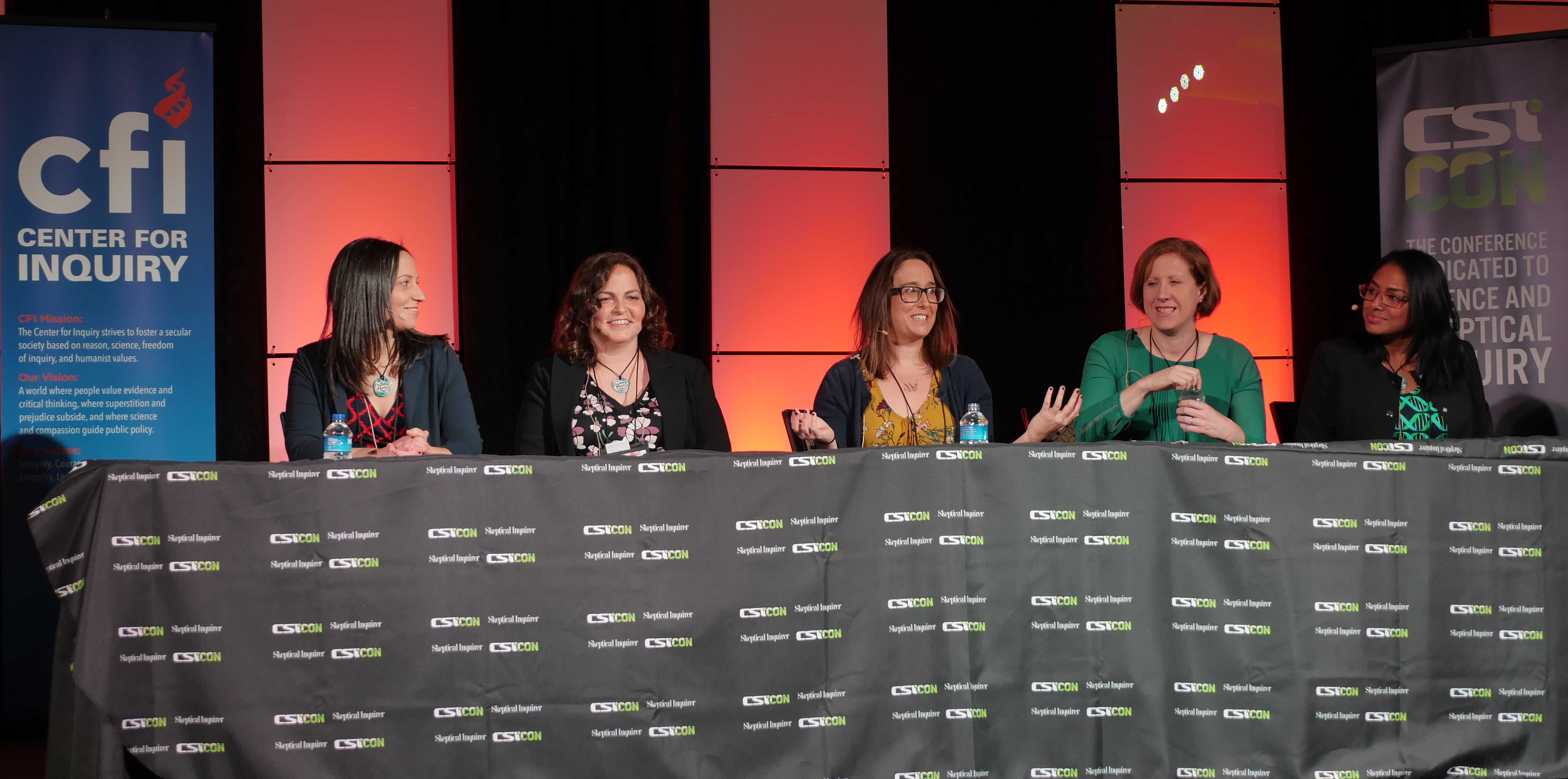
Diskussion nach der Vorführung von Science Moms auf der CSICon 2017

Science Moms wurde auf der QED-Konferenz in Manchester am 14. Oktober 2017 uraufgeführt. Die US-amerikanische Premiere des Films fand am 28. Oktober 2017 auf der Skeptiker-Konferenz CSICon statt, die jährlich vom Center For Inquiry in Las Vegas veranstaltet wird.
Unmittelbar nach der Veröffentlichung wurde der Film gegen eine Gebühr auf der Science-Moms-Website zum direkten Download angeboten und ab dem 11. Mai 2018 in voller Länge auf dem YouTube-Kanal von Science Moms frei zur Verfügung gestellt.

## Rezeption
Harriet Hall besprach den Dokumentarfilm und beschrieb ihn als eine neue Herangehensweise. Er „zeigt ‚Science Moms‘, die genauso wie andere Mütter auch sind, mit dem einen Unterschied, dass sie die Wissenschaft verstehen… Sie liefern die Fakten, um irrationalen Ängsten entgegenzuwirken.“ Hall zog den Schluss, dass „dieser 30-minütige Film wissenschaftlich genau, überzeugend und ansprechend gestaltet [ist], von solider Qualität“ und empfahl: „Viele Menschen sollten diese Dokumentation unbedingt sehen.“
Jennifer Muirhead in Weekend Notes meinte, der Film „lädt zur Diskussion darüber ein, wie man im Meer von Meinungen und Hypothesen qualitativ hochwertige Informationen findet und ermutigt Eltern, die Fakten herauszufinden und nicht der Angst die Kontrolle über ihr Leben zu geben. Das ist ein gutes Hilfsmittel für Eltern, die mehr über GVO und Bio-Lebensmittel lernen wollen.“
NB Herard berichtete, „Eine Gruppe von wissenschaftlich gebildeten ‚Moms‘ kämpft gegen die Flut von Fehlinformationen im Internet mit einem Dokumentarfilm. Science Moms, ein 29-minütiger durch Crowdfunding finanzierter Dokumentarfilm, erfuhr seine erfolgreiche Uraufführung auf der QED-Konferenz in Manchester (UK) Mitte Oktober, gefolgt von der US-Premiere auf der CSICon in Las Vegas (Nevada) am 28. Oktober 2017.“
In seiner Rubrik Spotlight on Science empfahl Psyongames.com Science Moms als einen Film, der „wissenschaftsorientierten Müttern eine Stimme gibt. Jenen Frauen, die viel zu oft von den Angstmachern, Unruhestiftern und prominenten Müttern übertönt werden.“
Im Mai 2018 berichtete Hemant Mehta anlässlich der YouTube-Veröffentlichung des Films: „Es ist beruhigend zu wissen, dass es diese Mütter da draußen gibt, die ihre Kinder mit Verstand erziehen, anstatt dem irrationalen Nonsense zu erliegen, den man immer wieder auf sie ablädt.“

## SciMoms
Anschließend an die Produktion und Veröffentlichung des Films gründeten die beteiligten Frauen eine gemeinnützige Organisation mit dem Namen SciMoms. Ziel ist die Förderung wissenschaftsbasierter Grundsätze und Erziehung, wie sie in Science Moms präsentiert werden. Über eine eigene Internetpräsenz werden entsprechende Inhalte bereitgehalten.